# دوبروتینو
دوبروتینو (به بلغاری: Dobrotino) یک منطقهٔ مسکونی در بلغارستان است که در شهرستان گوتسه دلچو واقع شده است. دوبروتینو ۲۲٫۶۲ کیلومتر مربع مساحت و ۴۶ نفر جمعیت دارد و ۶۵۰ متر بالاتر از سطح دریا واقع شده است.